# Манітовок (округ, Вісконсин)
Шаблон:StateAbbr_ 44°09′ пн. ш. 87°33′ зх. д. / 44.15° пн. ш. 87.55° зх. д.
 Манітовок (англ. Manitowoc County [ˈmænɪtəwɔːk]) — округ у штаті  Вісконсин, США. Ідентифікатор округу 55071.

## Історія
Округ утворений 1836 року.

## Демографія
За даними перепису 
2000 року 
загальне населення округу становило 82887 осіб, зокрема міського населення було 50448, а сільського — 32439.
Серед них чоловіків — 41060, а жінок — 41827. В окрузі було 32721 домогосподарство, 22364 родин, які мешкали в 34651 будинках.
Середній розмір родини становив 3,04.
Віковий розподіл населення поданий у таблиці:
| Стать    | До 15 років | 15-21 | 22-29 | 30-39 | 40-49 | 50-65 | 65-85 | Понад 85 |
| -------- | ----------- | ----- | ----- | ----- | ----- | ----- | ----- | -------- |
| Чоловіки | 8757        | 4105  | 3462  | 6239  | 6811  | 6392  | 4768  | 526      |
| Жінки    | 8314        | 3817  | 3257  | 5896  | 6422  | 6412  | 6427  | 1282     |

## Суміжні округи
- Кевоні — північний схід
- Шебойґан — південь
- Калумет — захід
- Браун — північний захід

## Виноски
1. ↑  U.S. Decennial Census. United States Census Bureau. Архів оригіналу за 4 квітня 2018. Процитовано 6 серпня 2015.
2. ↑  Historical Census Browser. University of Virginia Library. Архів оригіналу за 11 серпня 2012. Процитовано 6 серпня 2015.
3. ↑  Forstall, Richard L., ред. (27 березня 1995). Population of Counties by Decennial Census: 1900 to 1990. United States Census Bureau. Архів оригіналу за 18 липня 2015. Процитовано 6 серпня 2015.
4. ↑  Census 2000 PHC-T-4. Ranking Tables for Counties: 1990 and 2000 (PDF). United States Census Bureau. 2 квітня 2001. Архів оригіналу (PDF) за 18 грудня 2014. Процитовано 6 серпня 2015.
5. ↑  State & County QuickFacts. United States Census Bureau. Архів оригіналу за 6 червня 2011. Процитовано 22 січня 2014.(англ.) Наведено за англійською вікіпедією.
6. ↑  American FactFinder. Бюро перепису населення США. Архів оригіналу за 26 лютого 2012. Процитовано 31 січня 2008.

| США | Це незавершена стаття з географії США. Ви можете допомогти проєкту, виправивши або дописавши її. |